# Francesco Bissolo

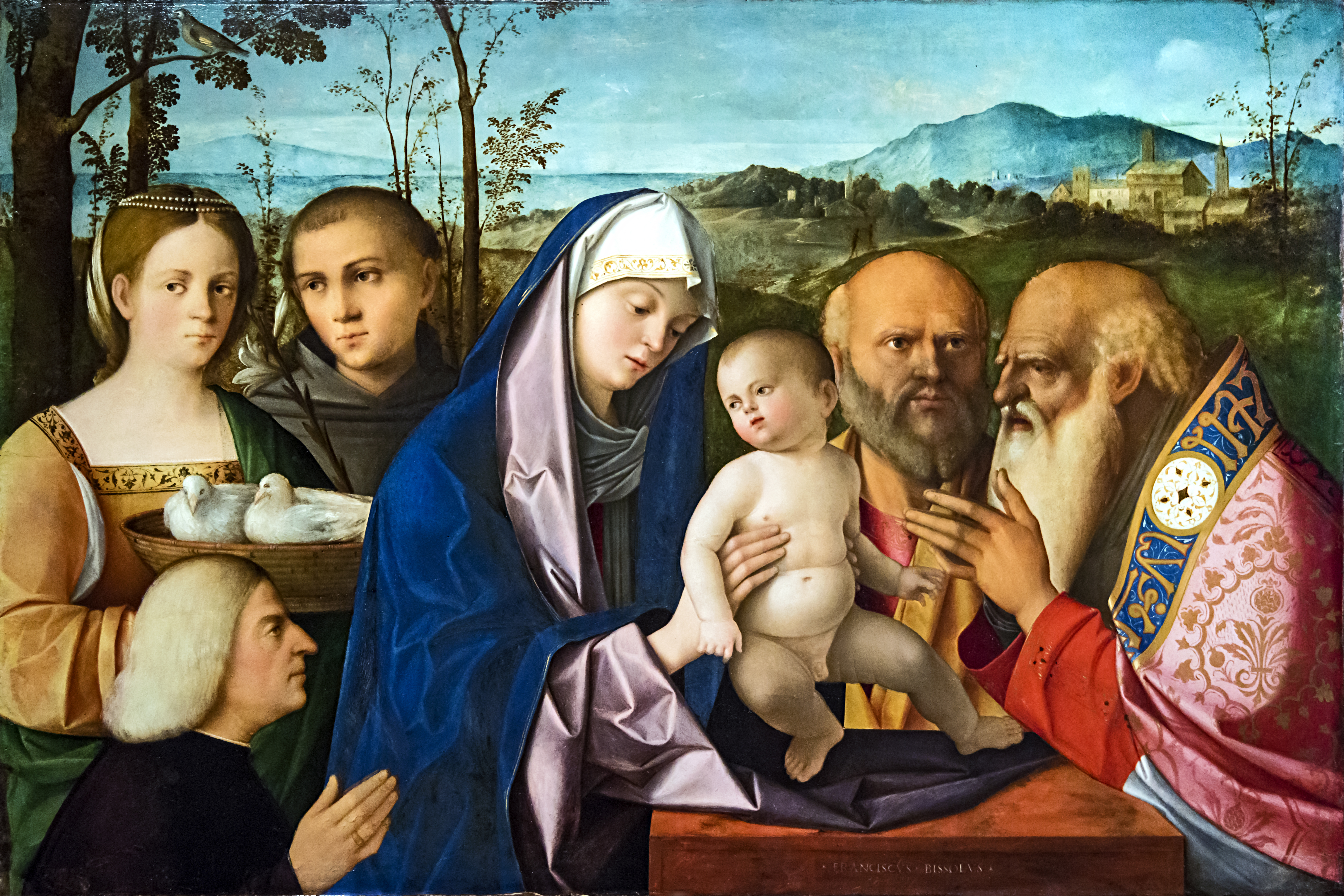
Präsentation von Jesus im Tempel Accademia (Venedig)

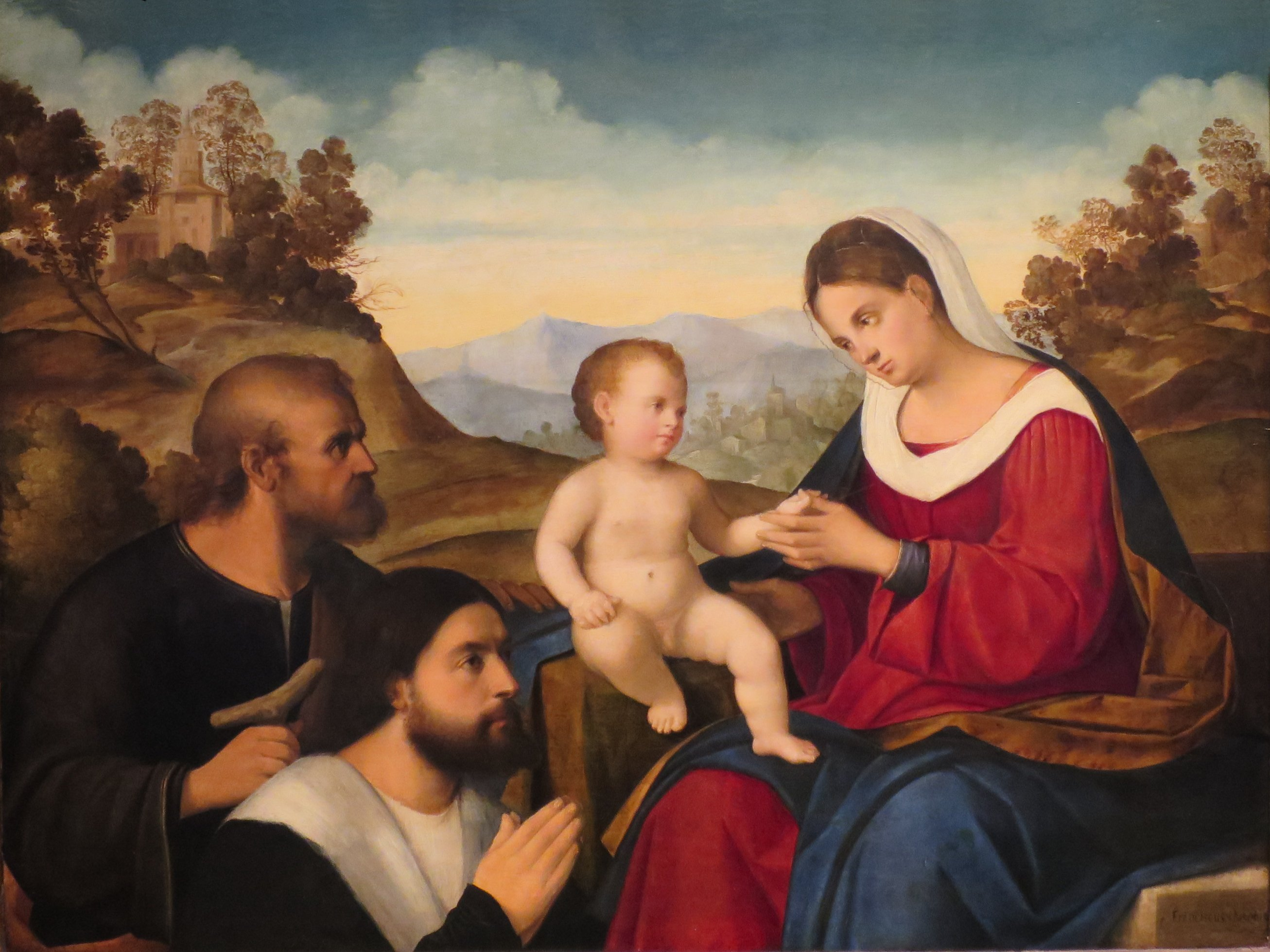
Die heilige Familie, Öl auf Leinwand, um 1520

Francesco Bissolo (* um 1470 in Treviso; † 20. April 1554 in Venedig) war ein venezianischer Maler der italienischen Renaissance.
Das Frühwerk des Francesco Bissolo zeigt neben seiner Herkunft aus der lokalen Tradition der Trevisaner Malerei eine deutliche Einflussnahme des Giovanni Bellini. Eine Zusammenarbeit ist für das Jahr 1492 in der Sala del Maggior Consiglio des Palazzo Ducale nachweisbar.
Seit der Wende zum 16. Jahrhundert ist dann eine deutliche Annäherung an Giorgione und Boccaccio Boccaccino feststellbar, deren Landschaftsauffassung Bissolo mit bellinesken Kompositionsschemata verbindet.